# Eyiaba itapetinga
Eyiaba itapetinga là một loài bọ cánh cứng trong họ Cerambycidae.